# Nele Somers
Nele Somers (Antwerpen, 6 mei 1984) is een Belgische advocate. Ze werd verkozen tot Miss Belgian Beauty 2008.
Op 20 oktober 2007 werd ze gekroond tot Miss Belgian Beauty 2008.
In mei 2008 miste ze de finale van de De Grote Volksquiz op VTM. Hierna zette ze een punt achter haar mediacarrière.
Somers behaalde in 2007 haar diploma in de rechten aan de Universiteit Antwerpen. In 2009 behaalde zij haar diploma bijkomende opleiding in vennootschapsrecht en intellectuele rechten aan de Vrije Universiteit Brussel. Ze is gastdocente aan de Universiteit Antwerpen en de Universiteit Hasselt. In 2018 richtte ze Artes.Law op, haar eigen advocatenkantoor in Antwerpen.
In januari 2021 nam Somers met enkele andere ex-missen deel aan Missie Callcenter.
Somers is getrouwd met oud-voetballer Philippe Snelders en heeft twee kinderen.
In 2024 nam ze deel aan De Slimste Mens ter Wereld.